# (5568) Mufson
(5568) Mufson es un asteroide perteneciente al cinturón de asteroides descubierto el 14 de octubre de 1953 por el equipo de la Universidad de Indiana desde el Observatorio Goethe Link, Brooklyn (Estados Unidos).

## Designación y nombre
Designado provisionalmente como 1953 TS2. Fue nombrado Mufson en honor a Stuart Mufson, que en la facultad de la Universidad de Indiana, construyó instrumentos pioneros para investigaciones en astrofísica de alta energía, incluida la física de rayos cósmicos y la búsqueda de materia oscura. También ha contribuido a la comprensión del medio interestelar y de las regiones de formación estelar.

## Características orbitales
Mufson está situado a una distancia media del Sol de 2,265 ua, pudiendo alejarse hasta 2,620 ua y acercarse hasta 1,909 ua. Su excentricidad es 0,157 y la inclinación orbital 3,704 grados. Emplea 1245,12 días en completar una órbita alrededor del Sol.

## Características físicas
La magnitud absoluta de Mufson es 13,4. Tiene 5,175 km de diámetro y su albedo se estima en 0,239. 